# 王春華
王春華（1947年3月31日—2014年1月31日）前馬來西亞國家足球隊名宿，被譽為「亞洲最佳中場」。曾代表馬來西亞參加1972年慕尼黑奧運會。
王春華效力馬來西亞球隊雪蘭莪時，曾先後於1968年、1969年、1971年、1975年和1976年5次贏得馬來西亞杯冠軍。1972年至1974年效力於香港南華足球隊。